# العلاقات التونسية الفيجية
العلاقات التونسية الفيجية هي العلاقات الثنائية التي تجمع بين تونس وفيجي.

## مقارنة بين البلدين
هذه مقارنة عامة ومرجعية للدولتين:
| وجه المقارنة                                              | تونس                                       | فيجي                                                                 |
| --------------------------------------------------------- | ------------------------------------------ | -------------------------------------------------------------------- |
| المساحة (كم2)                                             | 163.61 ألف                                 | 18.27 ألف                                                            |
| عدد السكان (نسمة)                                         | 11.53 مليون                                | 915.30 ألف                                                           |
| الكثافة السكانية (ن./كم²)                                 | 70.47                                      | 50.1                                                                 |
| العاصمة                                                   | تونس                                       | سوفا                                                                 |
| اللغة الرسمية                                             | اللغة العربية                              | لغة إنجليزية، اللغة الفيجية، اللغة الفيجي الهندية، اللغة الهندستانية |
| العملة                                                    | دينار تونسي                                | دولار فيجي                                                           |
| الناتج المحلي الإجمالي (بليون دولار)                      | 40.26 مليار                                | 5.06 مليار                                                           |
| الناتج المحلي الإجمالي (تعادل القوة الشرائية) بليون دولار | 129.05 مليار                               | 8.32 مليار                                                           |
| الناتج المحلي الإجمالي الاسمي للفرد دولار أمريكي          | 3.87 ألف                                   | 4.96 ألف                                                             |
| الناتج المحلي الإجمالي للفرد دولار أمريكي                 | 11.44 ألف                                  | 8.79 ألف                                                             |
| مؤشر التنمية البشرية                                      | 0.721                                      | 0.727                                                                |
| رمز المكالمات الدولي                                      | +216                                       | +679                                                                 |
| رمز الإنترنت                                              | .tn                                        | .fj                                                                  |
| المنطقة الزمنية                                           | ت ع م+01:00، توقيت وسط أوروبا، ت ع م+02:00 | ت ع م+12:00                                                          |

## منظمات دولية مشتركة
يشترك البلدان في عضوية مجموعة من المنظمات الدولية، منها:
| علم المنظمة | اسم المنظمة                               | تاريخ انضمام تونس | تاريخ انضمام فيجي |
| ----------- | ----------------------------------------- | ----------------- | ----------------- |
|             | يونسكو                                    | 8 نوفمبر 1956     | 14 يوليو 1983     |
|             | مؤسسة التمويل الدولية                     | 25 يوليو 1962     | 12 يوليو 1979     |
|             | المركز الدولي لتسوية المنازعات الاستشارية | 14 أكتوبر 1966    | 10 سبتمبر 1977    |
|             | منظمة حظر الأسلحة الكيميائية              | ?                 | ?                 |
|             | مؤسسة التنمية الدولية                     | 30 ديسمبر 1960    | 29 سبتمبر 1972    |
|             | منظمة التجارة العالمية                    | ?                 | ?                 |
|             | وكالة ضمان الاستثمار متعدد الأطراف        | 7 يونيو 1988      | 24 سبتمبر 1990    |
|             | الاتحاد البريدي العالمي                   | ?                 | ?                 |
|             | الاتحاد الدولي للاتصالات                  | 14 ديسمبر 1956    | 5 مايو 1971       |
|             | منظمة الشرطة الجنائية الدولية             | ?                 | ?                 |
|             | الأمم المتحدة                             | 12 نوفمبر 1956    | 13 أكتوبر 1970    |
|             | البنك الدولي للإنشاء والتعمير             | 14 أبريل 1958     | 28 مايو 1971      |
|             | المنظمة الهيدروغرافية الدولية             | ?                 | ?                 |

## وصلات خارجية
- موقع وزارة الخارجية التونسية
- موقع وزارة الخارجية الفيجية